# Oka Gorodowikow
Oka Iwanowicz Gorodowikow (ros. Ока́ Ива́нович Городовико́в; ur. 19 września?/1 października 1879 w Mokrej Elmucie w okręgu salskim w obwodzie rostowskim, zm. 26 lutego 1960 w Moskwie) – radziecki dowódca wojskowy narodowości kałmuckiej, generał pułkownik, Bohater Związku Radzieckiego (1958).

## Życiorys
Urodzony w biednej chłopskiej rodzinie kałmuckiej. Od dzieciństwa pracował, m.in. jako pastuch, robotnik rolny i pracownik kopalni. W 1903 został powołany do rosyjskiej armii, był m.in. dowódcą plutonu, 1907 zdemobilizowany, pracował na jarmarku, później został koniuchem i pomocnikiem kupca, pod koniec 1915 ponownie powołany do armii. Uczestniczył w I wojnie światowej, walczył w 43 Dońskim Pułku Kozackim, 1916 został ciężko ranny, od końca 1917 dowodził szwadronem oddziału czerwonej partyzantki. Brał udział w wojnie domowej w Rosji, w lutym 1918 wstąpił do Armii Czerwonej, a w 1919 do RKP(b), od lutego 1918 dowodził plutonem konnym, a od kwietnia 1918 szwadronem. W październiku-listopadzie 1918 pomocnik dowódcy 20 pułku kawalerii 1 Brygady Kawalerii, później pomocnik dowódcy brygady kawalerii, od grudnia 1918 do lutego 1919 dowódca brygady kawalerii na Froncie Carycyńskim, od lutego do czerwca 1919 dowódca 19 pułku kawalerii 4 Dywizji Kawalerii. Od czerwca 1919 do kwietnia 1920 dowódca 4 Dywizji Kawalerii, a od kwietnia do listopada 1920 6 Dywizji Kawalerii 1 Armii Konnej, w lipcu-sierpniu 1920 dowódca 2 Armii Konnej.
Uczestnik walk z białymi nad Donem, walk z armią Denikina, obrony Carycyna, walk na Froncie Zachodnim z Wojskiem Polskim, walk na Froncie Południowym z armią gen. Wrangla, walk z oddziałami Nestora Machno na Ukrainie i oddziałami powstańczymi na Kubaniu w 1921. Podczas walk był czterokrotnie ranny i raz kontuzjowany.
W 1927 ukończył kursy wyższej kadry dowódczej przy Akademii Wojskowej Armii Czerwonej im. Michaiła Frunzego, 1930 kursy przy Akademii Wojskowo-Politycznej im. Tołmaczewa, a 1932 Akademię Wojskową im. Frunzego. Od maja 1924 do września 1925 inspektor kawalerii Północno-Kaukaskiego Okręgu Wojskowego, potem dowódca 1 Korpusu Konnego Czerwonego Kozactwa, od czerwca 1932 do grudnia 1934 pomocnik, następnie zastępca dowódcy wojsk Środkowoazjatyckiego Okręgu Wojskowego. Od 20 listopada 1935 komkor, 8 lutego 1939 awansowany na komandarma 2 rangi, 4 czerwca 1940 otrzymał stopień generała-pułkownika.
W lipcu 1941 był przedstawicielem Stawki Najwyższego Naczelnego Dowództwa na Froncie Północno-Zachodnim, potem był p.o. dowódcy 8 Armii, dowodził grupą kawaleryjską 3 dywizji na Froncie Zachodnim. Uczestniczył w bitwie pod Stalingradem, w latach 1943–1947 był zastępcą dowódcy kawalerii Armii Czerwonej/Armii Radzieckiej, następnie zakończył służbę wojskową. Był deputowanym do Rady Najwyższej ZSRR 1. kadencji. Pochowany na Cmentarzu Nowodziewiczym.
Jego imieniem nazwano ulice w Lipiecku, Wołgogradzie, Rostowie nad Donem, Doniecku, Charkowie i Mariupolu.

## Ordery i odznaczenia
- Złota Gwiazda Bohatera Związku Radzieckiego (10 marca 1958)
- Order Lenina (trzykrotnie - 14 czerwca 1940, 21 lutego 1945 i 10 marca 1958)
- Order Czerwonego Sztandaru (sześciokrotnie - 25 lipca 1920, 13 marca 1922, 22 lutego 1930, 22 stycznia 1942, 3 listopada 1944 i 6 listopada 1947)
- Order Wojny Ojczyźnianej I klasy (25 kwietnia 1944)
- Medal „Za obronę Stalingradu”
- Order Czerwonego Sztandaru (Mongolska Republika Ludowa
- Order Republiki (Tuwińska Republika Ludowa, 15 marca 1943)

I medale.